# Szelków
Szelków ist ein Dorf und Sitz der gleichnamigen Gemeinde im Powiat Makowski der Woiwodschaft Masowien, Polen.

## Gemeinde
Zur Landgemeinde Szelków gehören folgende Ortschaften mit einem Schulzenamt:
Bazar
Chrzanowo
Chyliny
Ciepielewo
Dzierżanowo
Głódki
Grzanka
Kaptury
Laski
Magnuszew Duży
Magnuszew Mały
Makowica
Nowy Strachocin
Nowy Szelków
Orzyc
Pomaski Małe
Pomaski Wielkie
Przeradowo
Rostki
Smrock-Dwór
Smrock-Kolonia
Stary Strachocin
Stary Szelków
Zakliczewo